# Суперпограбування в Мілані
«Суперпограбува́ння в Міла́ні» (італ. Super rapina a Milano) — італійська комедія. Фільм випущений 17 грудня 1964 року з Адріано Челентано в головній ролі. Перша режисерська робота Челентано, в якій знялися його дружина — Клаудія Морі і друзі з «Клану Челентано».

## Сюжет
Банда з Мілана організовує грандіозне пограбування банку, вкравши понад мільярд лір. Оточеним поліцією грабіжникам все-таки вдається вислизнути. Але тепер їм треба залягти на дно і найкращим місцем, щоб перечекати, є монастир. Ніхто й не гадав, скільки часу їм доведеться провести в сутані без жінок, з купою грошей, які не можна витратити, до того ж займаючись вихованням маленьких бешкетників. Виконавши роль ватажка банди, Адріано Челентано так само дебютував і як режисер. Картина стала поворотним моментом у його кар'єрі — про Челентано заговорили як про ексцентричного молодого актора-співака. А пісні, що увійшли до нового альбому, розійшлися мільйонним тиражем.

## У ролях
- Адріано Челентано: Серджіо
- Дон Бакі: Дон
- Клаудія Морі: Ванда
- Андреа Кеккі: комісар Мараскалько
- Джино Сантерколе: Джино
- Данте Позані: Білл
- Вітторіо Сальветті: Каллані
- Мікі Дель Прете: Мікі
- Детто Маріано: Атос
- Іко Черутті: Іко
- Мемо Діттонго: Мемо

## Знімальна група
- Режисер — Адріано Челентано, П'єро Вівареллі;
- Сценарій — Маріо Гуерра, Вітторіо Вігі;
- Продюсер — Джанкарло Маркетті, П'єро Вівареллі;
- Композитор — Детто Маріано;
- Художник — Давіде Бассан, Паоло Москі;
- Монтаж — Марія Скеттіно.

## Оцінки
У книзі-огляді італійського кіно «Нове Кіно» за 1965 рік писалося про перший режисерський дебют Челентано: 
| Ліві лапки | «Вітчизняний Сінатра, в якому немає недоліків в лідерських, організаційних питаннях. Зрозуміло, що його "Четверо з Чикаго" (...) зняті в тіні фільму „Зловмисники, як завжди, залишилися невідомими“. Історія цікава і витримана, є багато хороших прагнень, але ми ще далекі від затвердження його, як повністю розкритої особистості. Челентано, в усякому разі, зміг би спростувати нас» | Праві лапки |

| Ліві лапки | «Він народився у 1938 році в Мілані. Ще хлопчиськом, бриньчачи на гітарі, намагався наслідувати Елвісу Преслі. Потім співав у вар'єте, в 21 рік вперше з'явився в кіно. Його запросив сам маестро Фелліні: в „Солодкому житті“ Челентано зіграв невелику роль естрадного співака. А ще через шість років і Адріано дебютував у режисурі пародією на гангстерські стрічки — „Суперпограбування в Мілані“. Фільм вийшов нерівним, з відчутними довготами, "провисання", аж ніяк не йшли на користь комедії. Але вже в цій невигадливій стрічці можна було побачити неординарність і талановитість його творчої манери...» — російський кінокритик Олександр Федоров | Праві лапки |